# Bauerbach (Marburg)
Bauerbach is een dorp en stadsdeel van de Duitse stad Marburg, deelstaat Hessen, en telt ongeveer 1670 inwoners.

## Galerij

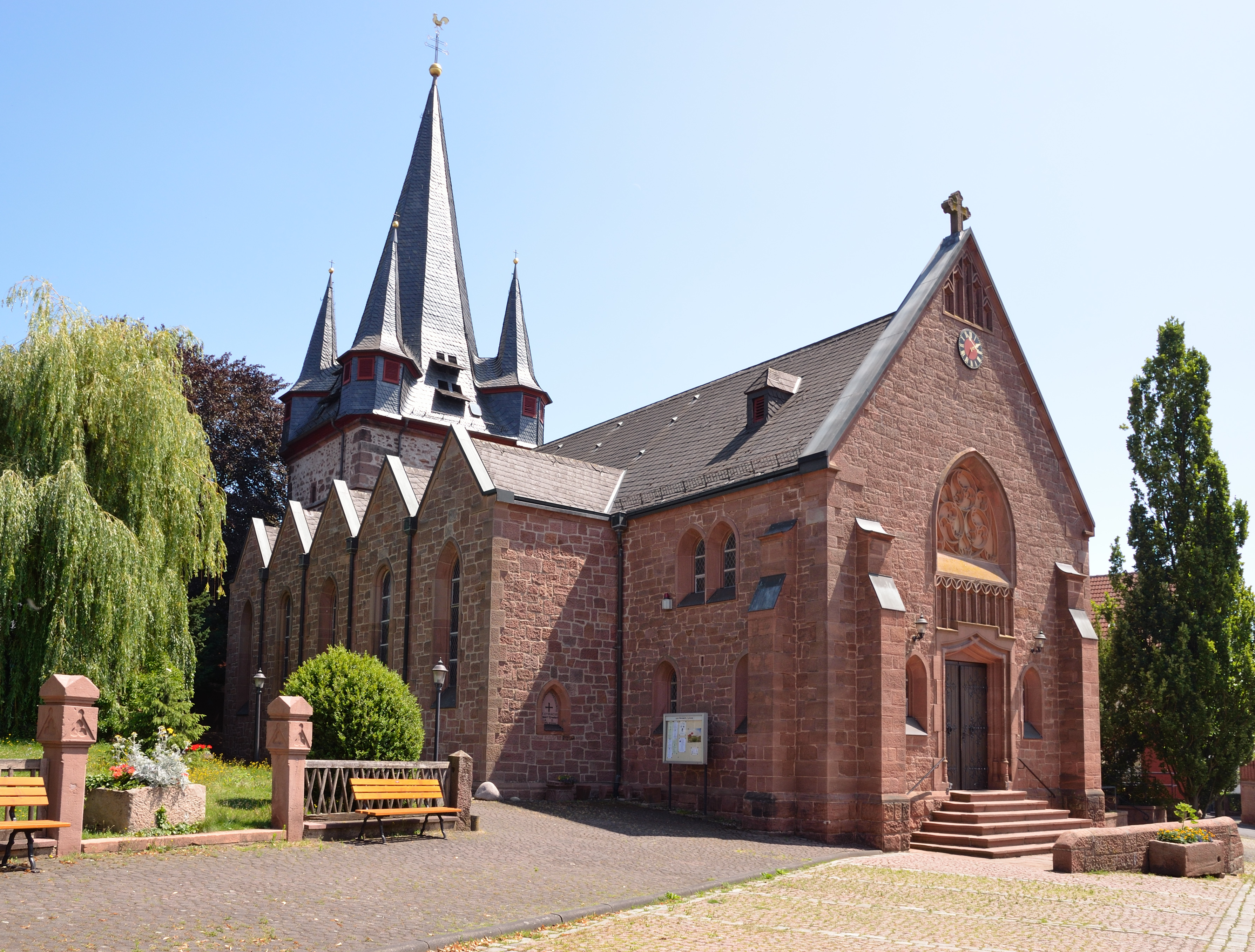
De kerk van Bauerbach